# Phaonia flavomaculata
Phaonia flavomaculata este o specie de muște din genul Phaonia, familia Muscidae, descrisă de Malloch în anul 1921. Conform Catalogue of Life specia Phaonia flavomaculata nu are subspecii cunoscute.